# Ornithoica vicina
Ornithoica vicina är en tvåvingeart som först beskrevs av Walker 1849.  Ornithoica vicina ingår i släktet Ornithoica och familjen lusflugor. Inga underarter finns listade i Catalogue of Life.